# Batalla de Remagen
La Batalla de Remagen fue una batalla que se dio a inicios de marzo de 1945, gracias a la cual el puente de Remagen fue capturado, dando un punto de acceso al corazón de Alemania.
En febrero de 1945 las fuerzas Aliadas del oeste se organizaban para el avance final hacia Alemania. En el norte se reunieron las tropas del 11° Grupo del Ejército del Mariscal de Campo Bernard Montgomery y al sur el 12° Grupo del Ejército del General Omar Bradley, que incluía al Tercer Ejército de EE.UU, comandado por el General George Patton. El 8 de febrero, el Grupo del Ejército de Montgomery lanzó un ataque a las Fuerzas Alemanas que defendían el Rin. La fuerza del norte debió pelear en arbolados, mientras que la fuerza del sur se retrasó porque los alemanes soltaron agua de una serie de presas para inundar los alrededores. Pasarían dos semanas hasta que ambas fuerzas se reunieran en la ribera occidental del Rin.
A principios de marzo de 1945, las fuerzas de Montgomery controlaban noventa kilómetros de la orilla occidental del Rin, la siguiente tarea era cruzarlo. Al sur de las fuerzas de Montgomery, el Ejército de Bradley también avanzaba hacia el este en busca de una vía del otro lado del río. El 7 de marzo de 1945, llegaron al Rin en Colonia, pero Hitler ordenó destruir todos los puentes. Conforme las fuerzas de EE.UU exploraban más al sur, encontraron un puente intacto en la ciudad de Remagen. Avanzaron rápidamente, venciendo la resistencia de los alemanes. Justo cuando estaban a punto de cruzarlo, hubo una explosión. Pero en contra de los pronósticos, el puente permaneció de pie. Un pequeño grupo de estadounidenses lo recorrió cortando desesperadamente los cables que parecían los destinados a la demolición. 
Comandantes de EE.UU cruzaron con sus hombres lo más rápido posible. Los Aliados penetraron por fin en el centro de Alemania.
En Berlín, la noticia de la captura del puente en Remagen enfureció a Hitler. Cinco oficiales fueron juzgados en el Consejo de Guerra y a cuatro los fusilaron. Además, el comandante alemán que más sufrió en el Oeste, el Mariscal de Campo Gerd von Rundstedt fue despedido, siendo la segunda vez que le sucedía en menos de un año. Lo sustituyó el veterano Mariscal de Campo Albert Kesselring que había estado en el África del Norte e Italia.
A la siguiente semana, los alemanes lanzaron ataques aéreos para destruir el puente de Remagen, ninguno de los cuales tuvieron éxito. El 17 de marzo, mientras tropas de ingenieros lo reparaban, el puente se derrumbó inesperadamente, llevándose consigo a veintiocho soldados norteamericanos, por lo que el primer paso de los Aliados a Alemania quedó bloqueado. Mientras, más al norte,  Montgomery preparaba el primer cruce del Rin a gran escala de los Aliados.
- Datos: Q2694984
- Multimedia: Battle of Remagen / Q2694984